# Yuri Norstein

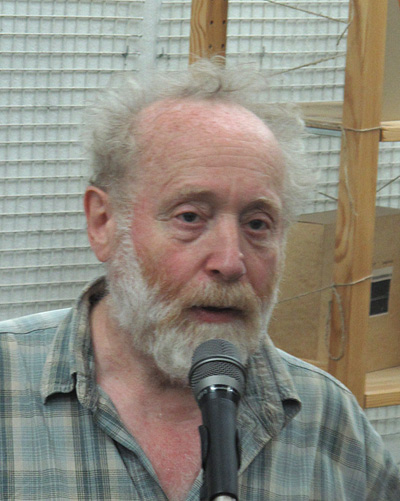
Yuriy Norshteyn (2009)

Yuri Borisovich Norshtein (em russo: Ю́рий Бори́сович Норште́йн, Óblast de Penza, na vila de Andreyevka, 15 de setembro de 1941) é um premiado animador russo.
É conhecido pela animação Tale of Tales (Ска́зка ска́зок, Skazka skazok, 1979), considerada a melhor animação de todos os tempos, produzida pelo estúdio Sojusmultfilm. Desde 1981 está trabalhando numa adaptação do conto O Capote, de Nicolai Gogol.